# Efsi
Efsi was een Nederlandse fabrikant van miniatuurauto's.
Eind jaren 60 worden in Limburg de mijnen gesloten. DSM (De Staatsmijnen) probeert de mijnwerkers nieuw werk te verschaffen. Onder andere komt daarvoor DAF naar Born.
De staatsmijnen bezaten werkplaatsen waar invalide geraakte mijnwerkers werkzaamheden konden verrichten, om zo toch nog een zinnige dagbesteding te hebben. Deze 'WIM-werkplaatsen' (Werkplaats Invalide Mijnwerkers) werden na de mijnsluiting omgevormd tot Sociale Werkplaatsen, en ondergebracht bij het Fonds voor Sociale Instellingen (FSI). Het FSI bracht op haar beurt sociale werkplaatsen weer onder bij de Stichting Fonds van Bedrijven van FSI, afgekort tot SFB. Een van die activiteiten was het voortzetten van de modelautoproductie van Best-box. Aanvankelijk nog steeds onder de naam Best box, in de jaren zeventig men echter over tot Efsi, een fonetische uitspraak van FSI.
Het bedrijf werd verplaatst naar industrieterrein De Beitel in Heerlen. Aanvankelijk werd doorgeproduceerd met de aanwezige matrijzen. Later werden de matrijzen door een firma in Portugal gemaakt. Nadat men deze matrijzen pasklaar had gemaakt gebruikte men een legering van zink en aluminium (Zamak) om de auto's, vrachtauto's en autobussen te gieten. Men had aparte matrijzen voor de kunststoffen delen, zoals de wielen, interieurs, ruiten en bumpers. De kunststof kwam van DSM in de vorm van korrels in diverse kleuren, dat Efsi zelf mengde. De personenauto's werden eind jaren 70 uitgefaseerd.
Het onderhoud van de matrijzen en het machinepark werd door monteurs van Efsi zelf uitgevoerd.
Aan het eind van haar bestaan werd Efsi omgedoopt in Holland-Oto. In 1986, na de sluiting van het FSI, werden de mallen van Holland-Oto overgenomen door een ondernemer uit Weert. Hierdoor kunnen er Efsi-modellen gevonden worden in een Holland-Oto verpakking. De voormalige Efsi-fabriek is nog steeds te vinden aan de Sourethweg te Heerlen, op industrieterrein de Beitel, schuin tegenover de voormalige vroedvrouwenschool (nu park Imstenrade geheten). Het gebouw is eigendom van het Werkvoorzieningsschap Oostelijk Zuid-Limburg (WOZL).

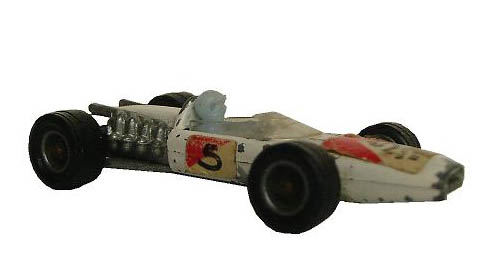
B.R.M. F1 auto (No 201)
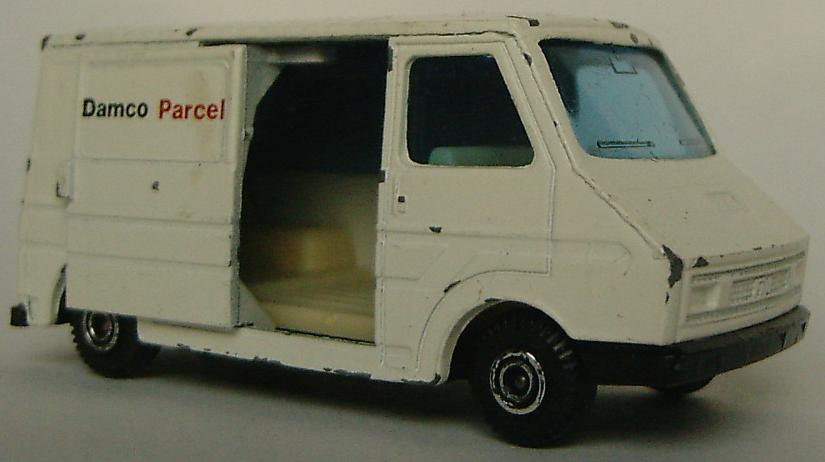
FIAT 242
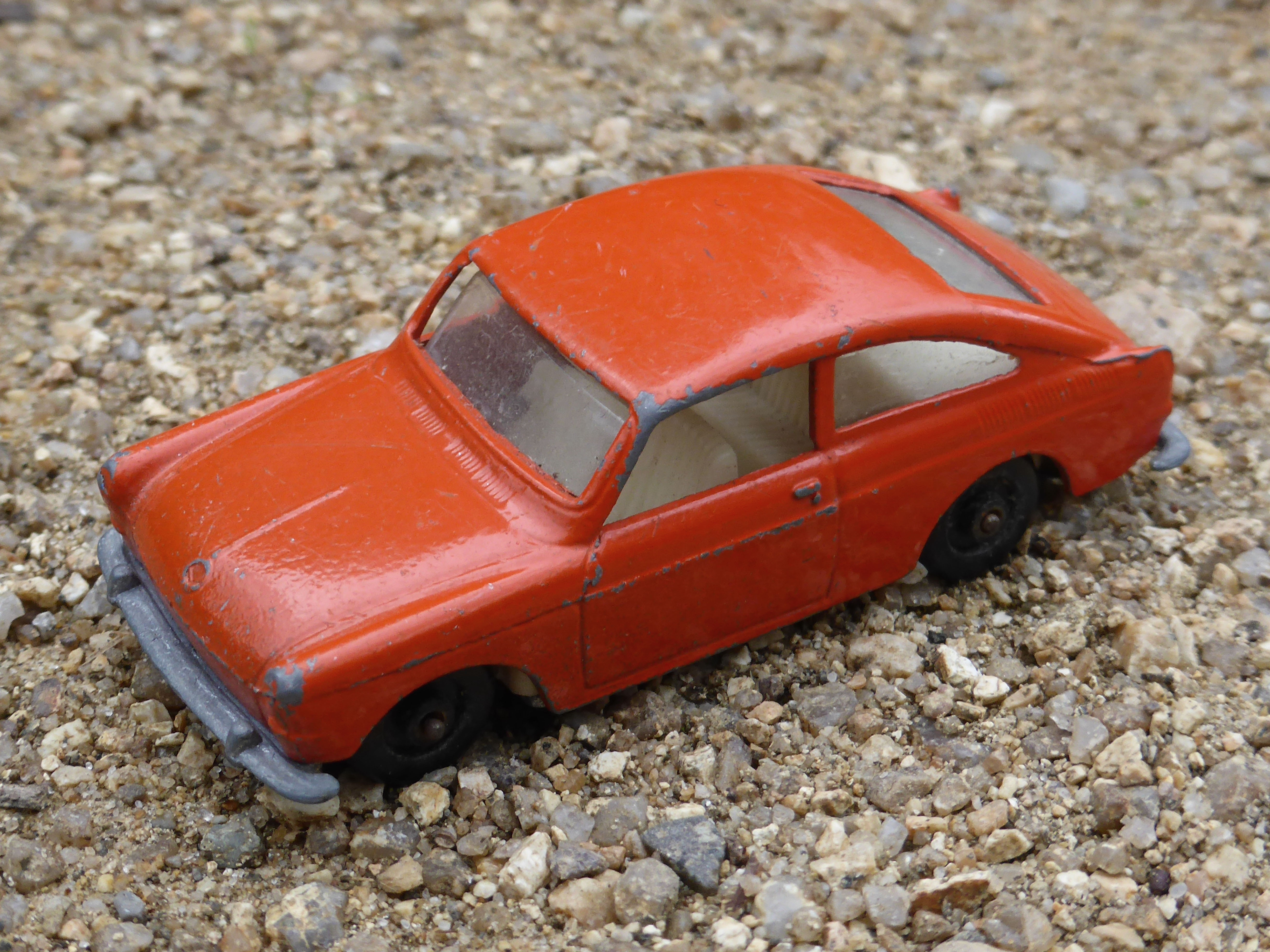
VW 1600 TL (No 408)
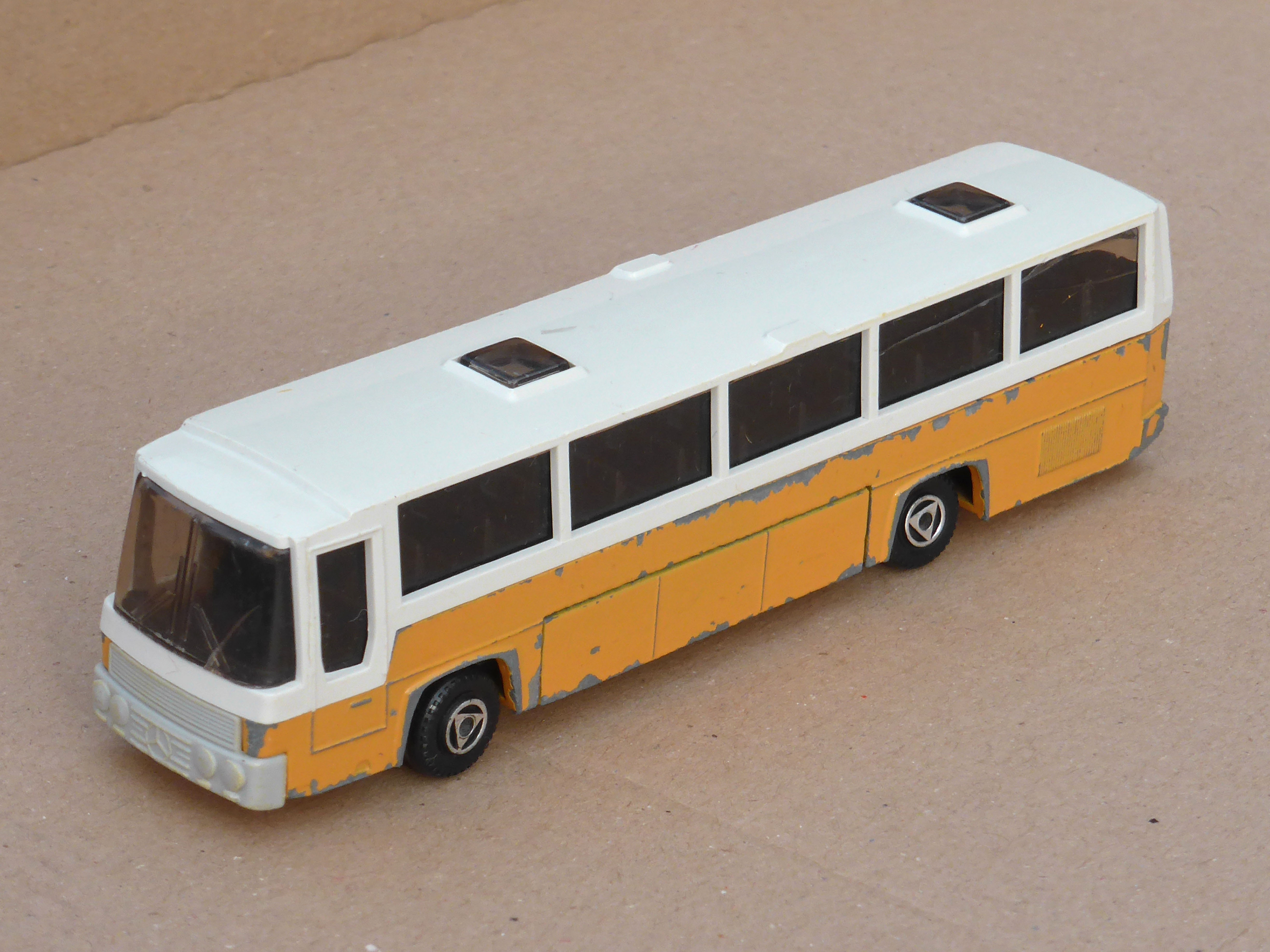
Mercedes autobus (1:87 model)